# São Félix do Coribe
São Félix do Coribe is een gemeente in de Braziliaanse deelstaat Bahia. De gemeente telt 13.504 inwoners (schatting 2009).

## Aangrenzende gemeenten
De gemeente grenst aan Carinhanha, Coribe, Santa Maria da Vitória, Santana en Serra do Ramalho.